# المخرم (القصيم)
المخرم قرية سعودية، ومركز يتبع محافظه عيون الجواء بمنطقة القصيم، بوسط المملكة العربية السعودية. تقع في الشمال الغربي من مدينه بريدة بحوالي 81 كيلو متراَ ويتبع المركز عدداَ من القرى والهجر حيث يعتبر البوابة الشمالية لمنطقه القصيم.

## سبب التسمية
هي سلسله جبال تمتد من الجهة الجنوبيه إلى الجهة الشمالية بطول قرابة 45 كيلو مروراً بالمخرم ولا يوجد مخرج للمياه الا مع وادي (المخرم) المعروف الذي يصب بقاع أبقريه غرب (القواره)، لذا تم تسمية المخرم بهذا الاسم.

## عددالسكان
يبلغ عدد سكان مركز المخرم التابع لمحافظه عيون الجواء بمنطقة القصيم أكثر من 2000 نسمه حسب آخر تعداد سكاني للمنطقه.

## الزراعة
هي منطقه زراعيه معروفه تنتشر فيها المزارع الحديثه والبدائيه على حد سواء بالإضافة إلى تميزها بالعدد الكبير من مزارع النخيل والقمح، وقد كانت تزدهر فيه زراعه النخيل والقمح بشكل خاص ويبدو هذا واضحاَ من خلال الآبار القديمه والنخيل الذي يصل أطوالها إلى أكثر من 15متراَ...
كما يوجد ثلاث موارد مياه قديمه وهي:
- مورد المخرم
- مورد يكلب
- مورد طبقان

كانت وجهه معروفه للقوافل السائره أو مورداَ للباديه، اما في الوقت الحاضر فلا زال مركز المخرم يحتفظ بهذه الميزه التي يجعلها من أهم مراكز منطقه القصيم الزراعيه من خلال ماتضم من مزارع متطوره على احدث الطراز، حيث يزرع فيه القمح والأعلاف والنخيل كما يشتهر بزراعه البطيخ في موسم الصيف

## مكانتها الجغرافيه
يعتبر مركز المخرم البوابة الشماليه لمنطقه القصيم وتقع في الشمال الغربي من مدينه بريده.
ويمر بمركز المخرم الطريق السريع الدولي (القصيم-حائل-الجوف)
وكذلك سكه قطار الشمال.

## الدوائر الحكوميه
تحقق مركز المخرم كغيره من مراكز ومحافظات ومدن القصيم قفزات تنمويه وحضاريه حيث امتدت له يد العمران والتطوير مثلما امتدت إلى جميع مدن ومحافظات ومراكز الوطن.
ويوجد بمركز المخرم عدد من الإدارات الحكوميه وهي:
- مركز الإماره
- مركز انطلاقه دوريات المخرم لأمن الطرق
- مركز لهيئه الهلال الأحمر
- مركز الرعاية الصحيه الأوليه بالمخرم
- مدراس (للبنين)و(البنات) في مرحله التعليم العام.

## مشاريع المركز
مشروع محطه ضخ وخزانات المخرم الضخم يتكون من شبكات نقل مياه بأقطار مختلفه بملحقاتها وأربعه خزانات مركزيه سعه كل خزان (50)ألف م3 ومحطة ضخ بسعه اجماليه تبلغ (2000)ألف م3 باليوم وانشاء محطه توليد كهرباء بقدرة اجماليه 4,3 ميقا فولت أمبير، وانشاء شبكه كهربائيه لتغذيه الآبار بالكهرباء وكذلك استخدام نظام التحكم والمراقبة للتشغيل والتحكم بالآبار ومتابعه كافه البيانات الفنيه وبلغت الإجماليه لهذين المشروعين (250)مليون ريـال